# Ramazzottius bunikowskae
Ramazzottius bunikowskae är en djurart som tillhör fylumet trögkrypare, och som beskrevs av Kaczmarek, Michalczyk och Diduszko 2006. Ramazzottius bunikowskae ingår i släktet Ramazzottius och familjen Hypsibiidae. Inga underarter finns listade i Catalogue of Life.